# زبيد (المخادر)

تعديل مصدري - تعديل

زبيد محلة تابعة لقرية المخادر، التابعة لعزلة جبل عقد بمديرية المخادر إحدى مديريات محافظة إب في الجمهورية اليمنية، بلغ تعداد سكانها 293 حسب تعداد اليمن لعام 2004.